# Manganato di sodio
Il manganato di sodio è un composto inorganico del manganese e del sodio con formula Na2MnO4. Questo solido verde intenso è un analogo raramente incontrato del relativo sale manganato di potassio (K2MnO4). Il manganato di sodio è raro perché non può essere facilmente preparato dall'ossidazione del diossido di manganese e dell'idrossido di sodio. Invece questa ossidazione si ferma a livello di Na3MnO4, e questo sale di manganese(V) è instabile in soluzione. Il manganato di sodio può essere prodotto per riduzione del permanganato di sodio in condizioni basiche:
{\displaystyle {\ce {4NaOH\ +\ 4NaMnO4->4Na2MnO4\ +\ 2H2O\ +\ O2}}}